# Stefaniola tripla
Stefaniola tripla är en tvåvingeart som beskrevs av Möhn 1971. Stefaniola tripla ingår i släktet Stefaniola och familjen gallmyggor.
Artens utbredningsområde är Algeriet. Inga underarter finns listade i Catalogue of Life.